# Чемпионат России по плаванию на открытой воде 2023
Чемпионат России по плаванию на открытой воде 2023 года прошёл с 9 по 11 июня в гребном канале «Дон», Ростов-на-Дону. Пловцы соревновались на пяти дистанциях: 5 км и 10 км у мужчин и женщин, а также смешанной эстафете 4 х 1250 метров.

## Призёры

### Мужчины
| Дистанция           | Золото                                                | Золото    | Серебро                                          | Серебро   | Бронза                                                                         | Бронза    |
| ------------------- | ----------------------------------------------------- | --------- | ------------------------------------------------ | --------- | ------------------------------------------------------------------------------ | --------- |
| 5 км 39 участников  | Александр Степанов Московская обл. — Ярославская обл. | 57.12,0   | Денис Адеев Удмуртия                             | 57.20,4   | Роман Сулев Тульская область-1Кирилл Беляев Московская обл. — Ярославская обл. | 57.30,3   |
| 10 км 36 участников | Александр Степанов Московская обл. — Ярославская обл. | 1:57.44,8 | Кирилл Беляев Московская обл. — Ярославская обл. | 1:57.53,7 | Руслан Садыков Пермский край                                                   | 1:57.57,2 |

### Женщины
| Дистанция         | Золото                            | Золото    | Серебро                               | Серебро   | Бронза                                | Бронза    |
| ----------------- | --------------------------------- | --------- | ------------------------------------- | --------- | ------------------------------------- | --------- |
| 5 км 37 участниц  | Яна Курцева Волгоградская область | 1:01.53,1 | Полина Козякина Волгоградская область | 1:01.35,3 | Екатерина Сорокина Пермский край      | 1:01.35,7 |
| 10 км 28 участниц | Яна Курцева Волгоградская область | 2:07.02,8 | Екатерина Сорокина Пермский край      | 2:07.06,7 | Софья Колесникова Челябинская область | 2:07.22,9 |

### Смешанные соревнования
| Дистанция                    | Золото                                                                              | Золото  | Серебро                                                                           | Серебро   | Бронза                                                                                   | Бронза    |
| ---------------------------- | ----------------------------------------------------------------------------------- | ------- | --------------------------------------------------------------------------------- | --------- | ---------------------------------------------------------------------------------------- | --------- |
| Эстафета 4 х 1250 м 9 команд | Ярославская область-1 Дарья Данилова Кирилл Беляев Арина Пантина Александр Степанов | 58.38,1 | Удмуртская Республика Алина Гайфутдинова Нина Михайлова Кирилл Долгов Денис Адеев | 1:00.09,4 | Ярославская область-2 Дарья Никифорова Арсений Груздев Елизавета Теплякова Никита Хотько | 1:00.52,4 |

## Командный зачёт
1. Тульская область-1 — 125.8
2. Волгоградская область — 118.0
3. Ярославская область-1 — 112.6
4. Удмуртская Республика — 112.0
5. Пермский край — 98.0
6. Московская область — 94.4
7. Москва — 69.5
8. Санкт-Петербург — 41.0
9. Краснодарский край — 36.0
10. Липецкая область — 29.0
11. Челябинская область — 21.0
12. Ульяновская область — 14.0
13. Тамбовская область — 5.2
14. Самарская область — 2.0
15. Республика Дагестан — 1.0
16. Республика Татарстан — 0.0